# Рашівська сільська рада
Рашівська сільська рада — колишній орган місцевого самоврядування у Гадяцькому районі Полтавської області з центром у селі Рашівка.

## Населені пункти
Сільраді були підпорядковані населені пункти:
- c. Рашівка
- с. Новий Виселок